# العلاقات الغانية المصرية
العلاقات الغانية المصرية هي العلاقات الثنائية التي تجمع بين غانا ومصر.

## مقارنة بين البلدين
هذه مقارنة عامة ومرجعية للدولتين:
| وجه المقارنة                                              | غانا         | مصر           |
| --------------------------------------------------------- | ------------ | ------------- |
| المساحة (كم2)                                             | 238.53 ألف   | 1.01 مليون    |
| عدد السكان (نسمة)                                         | 26.91 مليون  | 94.80 مليون   |
| الكثافة السكانية (ن./كم²)                                 | 112.82       | 93.86         |
| العاصمة                                                   | أكرا         | القاهرة       |
| اللغة الرسمية                                             | لغة إنجليزية | اللغة العربية |
| العملة                                                    | سيدي غاني    | جنيه مصري     |
| الناتج المحلي الإجمالي (بليون دولار)                      | 47.33 مليار  | 235.37 مليار  |
| الناتج المحلي الإجمالي (تعادل القوة الشرائية) بليون دولار | 115.41 مليار | 998.67 مليار  |
| الناتج المحلي الإجمالي الاسمي للفرد دولار أمريكي          | 1.37 ألف     | 3.61 ألف      |
| الناتج المحلي الإجمالي للفرد دولار أمريكي                 | 4.08 ألف     |               |
| مؤشر التنمية البشرية                                      | 0.579        | 0.690         |
| رمز المكالمات الدولي                                      | +233         | +20           |
| رمز الإنترنت                                              | .gh          | .eg، .مصر     |
| المنطقة الزمنية                                           | 00           | ت ع م+02:00   |

## منظمات دولية مشتركة
يشترك البلدان في عضوية مجموعة من المنظمات الدولية، منها:
| علم المنظمة | اسم المنظمة                                                | تاريخ انضمام غانا | تاريخ انضمام مصر |
| ----------- | ---------------------------------------------------------- | ----------------- | ---------------- |
|             | مؤسسة التنمية الدولية                                      | 29 ديسمبر 1960    | 26 أكتوبر 1960   |
|             | يونسكو                                                     | 11 أبريل 1958     | 22 يناير 1947    |
|             | وكالة ضمان الاستثمار متعدد الأطراف                         | 29 أبريل 1988     | 12 أبريل 1988    |
|             | الأمم المتحدة                                              | 8 مارس 1957       | 24 أكتوبر 1945   |
|             | العملية المشتركة للاتحاد الأفريقي والأمم المتحدة في دارفور | ?                 | 31 يوليو 2007    |
|             | الفريق المعني برصد الأرض                                   | ?                 | فبراير 2005      |
|             | الاتحاد البريدي العالمي                                    | ?                 | ?                |
|             | البنك الدولي للإنشاء والتعمير                              | 20 سبتمبر 1957    | 27 ديسمبر 1945   |
|             | الاتحاد الدولي للاتصالات                                   | 17 مايو 1957      | 9 ديسمبر 1876    |
|             | مؤسسة التمويل الدولية                                      | 3 أبريل 1958      | 20 يوليو 1956    |
|             | المركز الدولي لتسوية المنازعات الاستشارية                  | 14 أكتوبر 1966    | 2 يونيو 1972     |
|             | منظمة التجارة العالمية                                     | ?                 | 30 يونيو 1995    |
|             | منظمة الشرطة الجنائية الدولية                              | ?                 | 7 سبتمبر 1923    |
|             | الاتحاد الأفريقي                                           | ?                 | 9 يوليو 2002     |
|             | البنك الإفريقي للتنمية                                     | ?                 | 10 سبتمبر 1964   |

## أعلام
هذه قائمة لبعض الشخصيات التي تربطها علاقات بالبلدين:
- جمال نكروما (1959 – )

## وصلات خارجية
- موقع وزارة الخارجية الغانية
- موقع وزارة الخارجية المصرية